# Gran Premio Capodarco 2016
Il Gran Premio Capodarco 2016, quarantacinquesima edizione della corsa, valido come evento dell'UCI Europe Tour 2016 categoria 1.2U, si svolse il 16 agosto 2016 su un percorso di 180 km con partenza ed arrivo da Capodarco. Fu vinto dall'australiano Jai Hindley che terminò la gara in 4h18'00", alla media di 41,86 km/h, davanti all'italiano Edward Ravasi e terzo il bielorusso Aljaksandr Rabušėnka.
Partenza con 200 ciclisti, dei quali 74 completarono la gara.

## Ordine d'arrivo (Top 10)
| Pos. | Corridore            | Squadra        | Tempo    |
| ---- | -------------------- | -------------- | -------- |
| 1    | Jai Hindley          | Australia      | 4h18'00" |
| 2    | Edward Ravasi        | Team Colpack   | s.t.     |
| 3    | Aljaksandr Rabušėnka | Palazzago      | a 12"    |
| 4    | Lucas Hamilton       | Australia      | a 18"    |
| 5    | Giovanni Carboni     | Unieuro-Wilier | a 20"    |
| 6    | Aleksandr Vlasov     | Viris Maserati | a 39"    |
| 7    | Sergey Luchshenko    | Astana City    | a 52"    |
| 8    | Umberto Orsini       | Team Colpack   | a 1'02"  |
| 9    | Geoffrey Curran      | Stati Uniti    | s.t.     |
| 10   | Edoardo Affini       | Selle Italia   | a 1'54"  |